# Zotheca tranquilla
Zotheca tranquilla är en fjärilsart som beskrevs av Augustus Radcliffe Grote 1874. Zotheca tranquilla ingår i släktet Zotheca och familjen nattflyn. Inga underarter finns listade i Catalogue of Life.